# Charlotte (rose)
Pour les articles homonymes, voir Charlotte.
'Charlotte' est un cultivar de rosier obtenu avant 1992 par le rosiériste britannique David Austin et introduit au commerce en 1994. Il est issu du croisement de semis ('Chaucer' × 'Conrad Ferdinand Meyer') × pollen 'Graham Thomas'.

## Description
Cet arbuste de 90 cm à 185 cm de hauteur pour une largeur pouvant atteindre 150 cm présente de grandes fleurs jaunes légèrement parfumées. Elles sont très pleines (100 pétales), en forme de coupe, et fleurissent en bouquets tout au long de la saison.
Sa zone de rusticité est de 5b à 10b ; il est donc très résistant aux hivers rigoureux. Il doit être traité contre les maladies et a besoin d'une situation ensoleillée.
'Charlotte' a donné naissance à ' Queen of Sweden' (Austin, 2004).
Cette rose à la couleur délicate et à la forme globuleuse rappelant une pivoine est particulièrement appréciée des amateurs de roses anglaises.

## Distinctions
- Prix du Mérite de la Royal Horticultural Society